# Perestroika

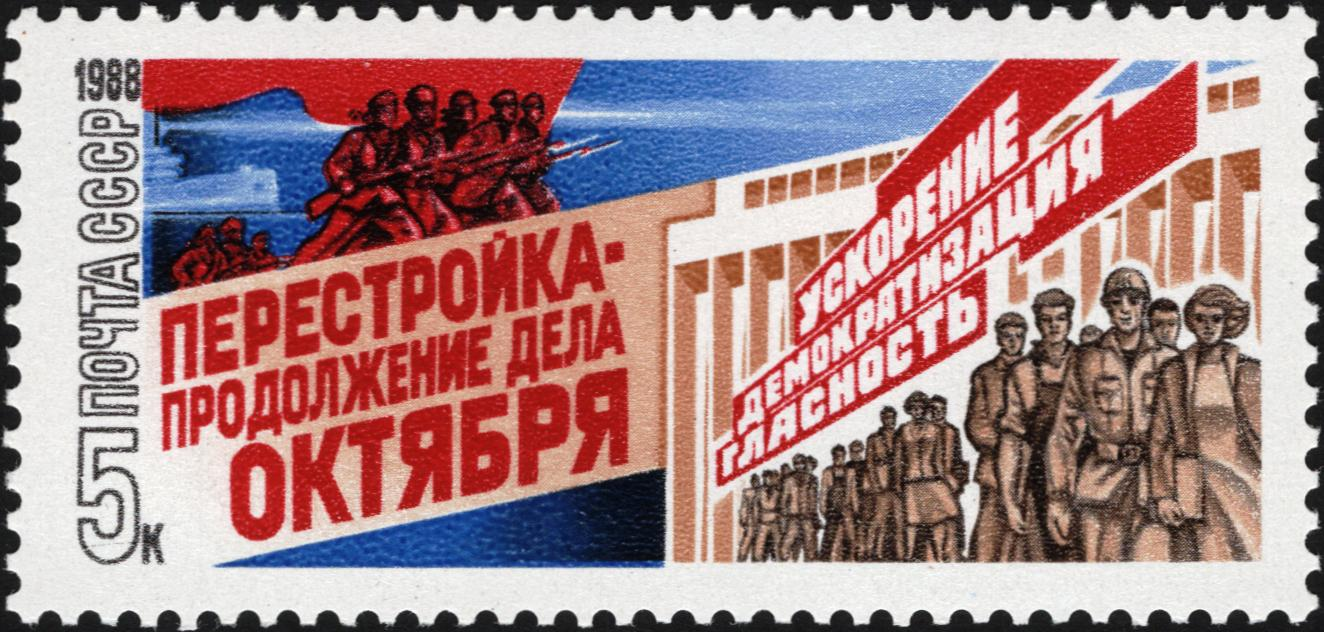
Segell soviètic del 1988, dedicat a la Perestroika.

 Perestroika (?·pàg.) rus: перестро́йка; "reconstrucció", "reestructuració", és un nom comú per al procés de transformació del sistema socialista a la Unió Soviètica en els anys 1985-1991. Inicialment la perestroika amb els lemes glàsnost ("transparència") i uskorénie ("acceleració") era el símbol d'un nou curs polític del Partit Comunista. Es va posar en marxa el 1985 per part de Mikhaïl Gorbatxov, després d'assumir el càrrec de Secretari general del Partit Comunista de la Unió Soviètica, i el seu assessor Aleksandr Iàkovlev.

## Context Històric
Algunes de les qüestions que conformaven el context històric del moment i que per alguns autors poden ser considerades antecedents a la ideació i aplicació de les polítiques de la perestroika varen ser:
La crítica situació econòmica, moral, social i política de l'URSS heretada per Gorbatxov un cop arribà al poder.
L'aparent fracàs del model de creixement econòmic de l'URSS. En aquest sentit, els dirigents soviètics ja en l'època de Brezhnev van copsar la necessitat de substituir "l'economia de guerra" i el sistema centralitzat estalinista per un sistema nou, en el qual les forces del mercat adquirissin molta més importància davant un gran dèbit pressupostari, repunt de la inflació, deute exterior elevat, manca de serveis...
Els canvis experimentats per la societat soviètica amb l'arribada al poder de Gorbatxov. Algunes d'aquestes noves característiques de la societat foren: la joventut (el 60% de la població urbana activa es troba entre 18 i 35 anys), la formació dels obrers i professionals, que havia millorat substancialment; el sorgiment d'una nova "classe mitjana" i la consegüent coexistència d'una classe política conservadora amb una societat pluralista i cada cop millor educada.
La revolució tecnològica en les societats capitalistes, la qual tingué implicacions en el tarannà soviètic, acostumat per qüestions ideològiques, de seguretat i política exterior a mesurar-se en relació amb els països industrials més avançats.
El deteriorament de l'estatus internacional de l'URSS a finals dels anys setanta i principis dels vuitanta a causa de fets com la intervenció soviètica a l'Afganistan i la conseqüent guerra afgano-soviètica.

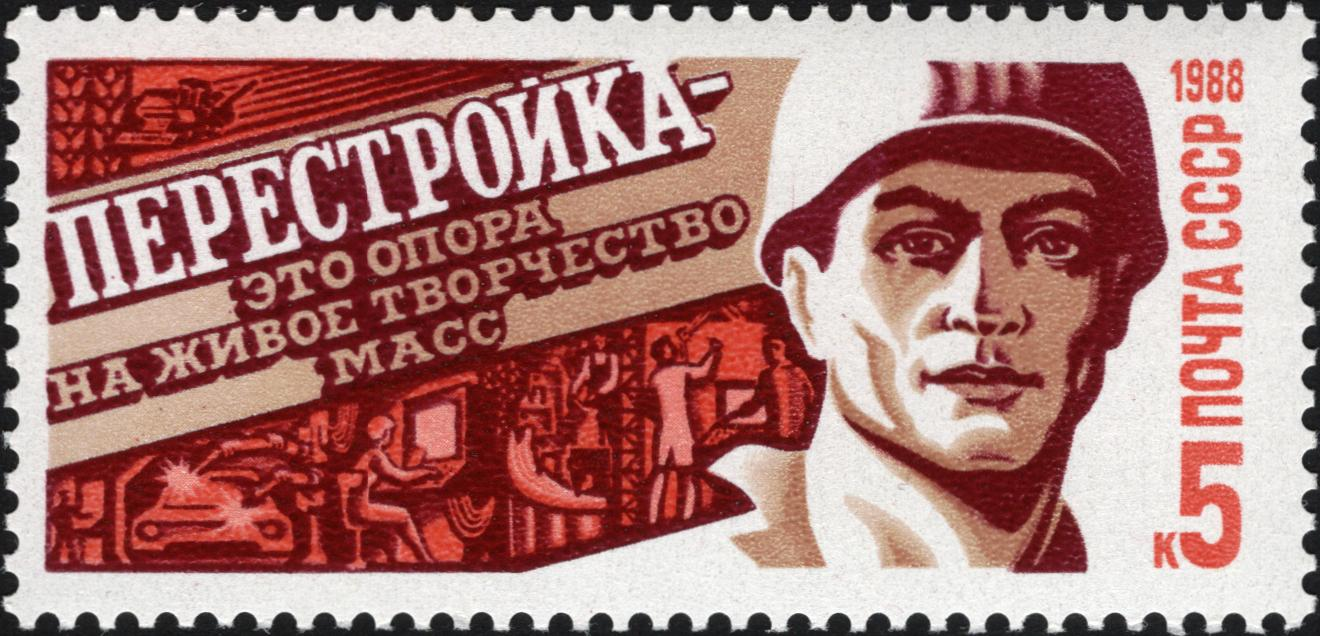
Segell soviètic del 1988 promocionant la perestroika

L'arribada al poder a Moscou d'una nova generació política sumada a la personalitat astuta i dots d'oratòria del mateix Mikhaïl Gorbatxov, el qual va tenir els dots per a conduir tota aquesta situació.
Totes aquestes qüestions, resumides en un afebliment en l'àmbit ideològic així com pragmàtic del que havia caracteritzat l'URSS fins aleshores, han de ser considerades com el caldo de cultiu per a la ideació i aplicació de les polítiques de la perestroika i tenint-les presents, s'entén que els dos principis fonamentals d'aquesta fossin el glàsnost (transparència davant aquest immobilisme polític i el que es coneix com a "política de despatx") i l'uskorénie (acceleració davant l'estancament econòmic que patia el país).

## Principis bàsics
Els principis bàsics de la 'perestroika' de Gorbatxov es descriuen en el llibre: ''La perestroika i la nova forma de pensar per al nostre país i per al món sencer'', publicat el 1988.

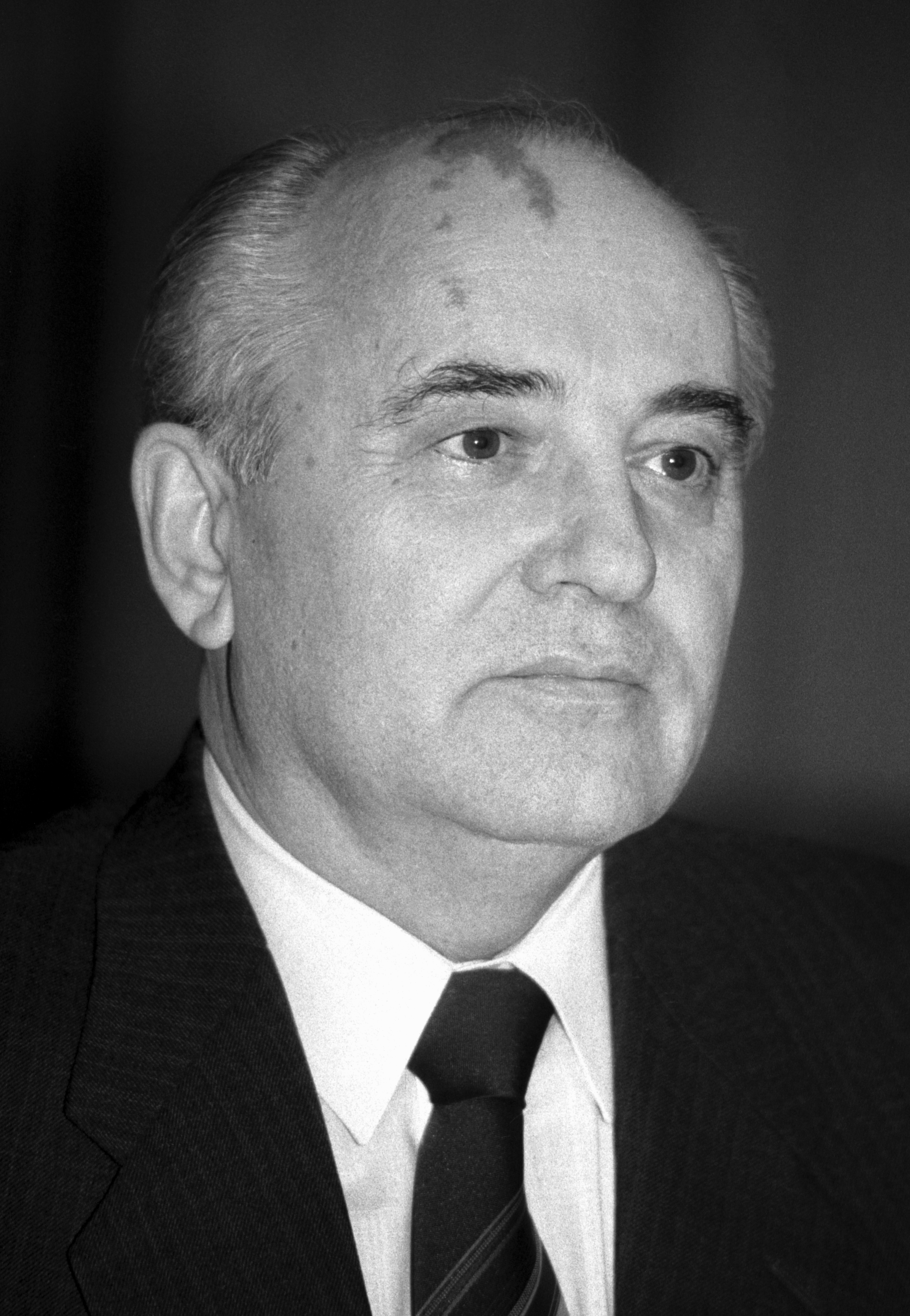
Mikhaïl Gorbatxov

La seva essència era la modernització de l'economia, en especial el seu vessant de comercialització, l'augment de les llibertats civils i la millora de les relacions amb els països occidentals. Amb tot això, l'objectiu de la Perestroika a grans trets era rejovenir el sistema soviètic. El que es buscava era que l'ésser humà en el socialisme fos l'amo de la producció en els fets, i no en la paraula. Sense això no hi havia ni hi podia haver interès del treballador i dels col·lectius de treballadors pels resultats del seu treball. Es tractava doncs d'un intent de democratitzar l'economia des de l'empresa, amb base al mecanisme econòmic per a convertir-se en una palanca que impulsés el treball emprenedor i amb iniciativa. Es va partir de necessitats socials reals, i les empreses van haver de determinar el pla de fabricació i realització de la producció, alhora que els ingressos dels treballadors haurien d'estar vinculats amb els resultats finals i els guanys. Amb això s'evitaria, a la llarga, suplantar les decisions des d'un despatx sobre què, com i quan produir i distribuir, continuant amb la voluntat que la Perestroika havia d'erradicar les pràctiques estalinistes a Rússia, el que alguns autors defineixen com un capitalisme d'estat després de 1924.

## Implementació
La implementació de la perestroika es pot dividir en dues grans fases (fins a mitjan 1990):
En un primer moment, de 1985 a 1987 es va dur a terme el "desgel" i va triomfar (primer a poc a poc i després de forma exponencial) la glàsnost, la qual va engendrar una llibertat de premsa que al seu torn va conduir la revisió radical de la historiografia soviètica. En aquesta primera fase, per assenyalar d'altres qüestions, la majoria dels presos polítics recobren la seva llibertat i se suavitza força la política migratòria de l'URSS, fent que emigrar o viatjar sigui molt més fàcil. Aquesta primera fase culmina amb la signatura, el desembre de 1987, del tractat EUA-URSS per a eliminar míssils de curt i mitjà abast, i amb la decisió anunciada el febrer de 1988 de posar punt final a la intervenció soviètica a l'Afganistan. Aquesta nova política va tenir aspectes econòmics importants, però les reformes adoptades van acabar de desestabilitzar el sistema existent sense millorar una situació ja de per si prou crítica.
A la segona fase (1988-1990), Gorbatxov va implementar una diplomàcia dels "països positius" cap al desarmament, política que el va fer guanyar una immensa popularitat a Europa i els Estats Units malgrat que li comportés força crítiques entre sectors soviètics. En tot cas, la nova línia diplomàtica de l'URSS es va traduir en l'abandó de la doctrina Brezhnev (exemplificada amb fets com la invasió a Txecoslovàquia el 1968), el triomf de Václav Havel a Praga el 1989 o la caiguda del mur de Berlín, entre d'altres. Aquests canvis polítics varen culminar el 1990 amb la instauració d'un règim presidencial en favor de Gorbatxov, malgrat que no s'arribés ni a fer una verdadera reforma constitucional ni un "pacte federal" entre territoris, alhora que es continuava funcionant amb la constitució de Stalin.

## Conseqüències
La implementació de la perestroika va significar una transformació sense precedents a l'URSS, i va tenir implicacions en l'àmbit social, cultural, religiós i polític que poden ser llegides com a antecedents a la seva dissolució.
Un bon exemple d'això és l'elaboració d'una nova llei sobre la llibertat de consciència i les organitzacions religioses, aprovada el 26 de setembre de 1990 pel Soviet Suprem de l'URSS i que deroga una llei vigent des de 1929. Aquesta, tal com exposa el seu primer article, "garanteix als ciutadans els seus drets de definir i manifestar la seva actitud cap a la religió i celebració de ritus religiosos, així com els seus drets a la justícia social i la igualtat, a la protecció dels seus drets i interessos sense distinció de l'actitud que assumeixin envers la religió, i regula les relacions que han de veure amb l'activitat de les organitzacions religioses". Això va portar, entre d'altres, a que les organitzacions religioses varen tenir el dret a participar en la vida social en igualtat a les altres associacions socials (malgrat que no poguessin participar en l'activitat política). Aquest és un bon exemple de com les polítiques de la perestroika varen suposar una transformació social a gran escala a tot el territori soviètic.
Amb l'aplicació de les polítiques de la perestroika, Gorbatxov va aconseguir la implementació de polítiques que eren contràries als interessos de les institucions més poderoses del país (l'aparell de partit principalment, però també el lobby militar-industrial). De fet, hi havia un perill real que aquests elements s'unissin per derrocar-lo, tal com ho van intentar l'agost de 1991. En aquest sentit, després de l'intent de cop d'estat de 1991, Gorbatxov va prendre la decisió d'il·legalitzar el PCUS així com decretar la nul·litat de l'annexió de les repúbliques bàltiques. Això sumat al debilitament de la seva figura arran de l'acció política de Borís Ieltsin, van portar a Gorbatxov a dimitir del seu càrrec com a secretari general de PCUS i la dissolució del Comitè central. Així doncs, aquest intent de cop d'estat conseqüència entre d'altres de l'aplicació de les polítiques de la perestroika, va accelerar enormement la implosió de la Unió Soviètica i, per tant, de la presidència de Gorbatxov. Això també s'ha de sumar al creixement dels moviments nacionalistes especialment a les repúbliques de l'Europa de l'est entre 1990 i 1991, un creixent descontentament dels treballadors manifestat en vagues al sector de la mineria... tot plegat va fer girar també els suports i equilibris de poder de Gorbatxov cap a Borís Ieltsin.
Per concloure, la perestroika es va convertir en un catalitzador de la consciència nacional a les repúbliques soviètiques, principalment al Bàltic i Transcaucàsia, fet que conduí a la dissolució de l'URSS juntament amb el sistema d'altres estats satèl·lits socialistes de la Unió Soviètica a Euràsia, (l'anomenat bloc de l'Est), el pacte de Varsòvia i el sistema econòmic del COMECON. La introducció de la perestroika va tenir implicacions de llarg abast per a la seguretat mundial en la divisió bipolar del món de la postguerra. Es va convertir en la causa involuntària del debilitament i posterior enfonsament total tant de la Unió Soviètica com de tot el bloc de l'Est, fet que actuà en favor dels interessos polítics dels EUA i els estats d'Europa Occidental. Com a resultat de l'enfonsament dels països competidors militarment i econòmica, els Estats Units es van quedar com l'única superpotència.